# US-2 (航空機)
US-2
第71航空隊のUS-2
- 用途：救難機
- 分類：飛行艇
- 製造者：新明和工業
（機体の一部は川崎重工業、三菱重工業[1]）
- 運用者： 日本（海上自衛隊）
- 初飛行：2003年12月18日（US-1A改）
- 生産数：8機
- 運用開始：2007年3月
- 運用状況：現役
- ユニットコスト：約100億円

US-2は、新明和工業が開発した海洋における救難に特化した飛行艇。US-1Aの後継として海上自衛隊が導入している。
なお、US-2は、US-1同様の「水陸両用機」である。

## 開発の経緯

### US-1AからUS-1A改、US-2へ
救難機として再設計されたUS-1Aは哨戒機の転用だったPS-1と比べて優れた飛行艇だが、顧客の海上自衛隊から離着水時の操縦性、患者輸送環境、洋上救難能力の改善・向上要求を受ける。
1996年（平成8年）10月から防衛庁（現 防衛省）の指名で新明和工業を主契約会社に、川崎重工業、富士重工業（現 SUBARU）及び日本飛行機（日飛）を協力会社としてUS-1Aの近代化に向けたUS-1A改開発を開始。
後に名称を「US-2型救難飛行艇」に改めた機体は防衛大臣の承認を経て、2007年3月に正式配備された。

### 汚職事件
ところが1996年のUS-1A改・試作製造分担の決定等に際して、富士重工業が希望する担当部位を有利にしてもらうために中島洋次郎防衛庁政務次官（当時・富士重工の前身の中島飛行機創業者の孫にあたる）に接触、その報酬として500万円が授受された救難飛行艇開発汚職事件が発覚し、1998年（平成10年）末に富士重工業の川合勇会長と専務、中島政務次官が贈収賄容疑で逮捕・起訴され、後に執行猶予付き有罪判決を受けた。同年12月15日に防衛庁は制裁措置として、「真に止むを得ない物」を除いて富士重との取引を1年間停止し、初等練習機・遠隔操縦観測システム (FFOS) ・小型爆弾放出装置の研究開発と予算獲得も見送るとした。
US-1A改の開発は、平成10 - 11年度（1998年 - 1999年度）の2年間を「試作担当会社の担当部位の固定につながらない範囲」で、開発継続に必要となる設計などを行うこととし、平成8年度以降の契約における富士重工業の参加については代替の可能性を検討する、とした。結局、富士重工業は担当を外れ、新たに三菱重工業が全体の開発に加わって2000年（平成12年）度から開発が再開された。
新明和は主要部と総組み立てを行った。主協力会社により分担生産が行われ、三菱が外翼・後方ナセル・水平尾翼・方向舵など、日飛が波消板、主脚バルジやエルロンなど、川崎が前部及び中部胴体、垂直安定板、基準翼などを担当した。
この時期に富士重工業では航空自衛隊へ納入した初等練習機T-3が、飛行時間の累積による老朽化で更新されることを見越し、T-7の開発を進めていたが、贈収賄事件でイメージ悪化を懸念した防衛庁が公正な入札をアピールすべく国際競争入札とした。これに対し富士重工業以外にもピラタスがPC-7 Mk.IIで応募したものの、2000年9月にT-7の採用が決定した。この決定に対し、防衛庁が採用理由の十分な説明をしなかった為、ピラタスが不当採用として告訴すると主張するなど、別な騒動も発生した（防衛庁の説明により告訴は見送られた）。

### 試作機ロールアウト

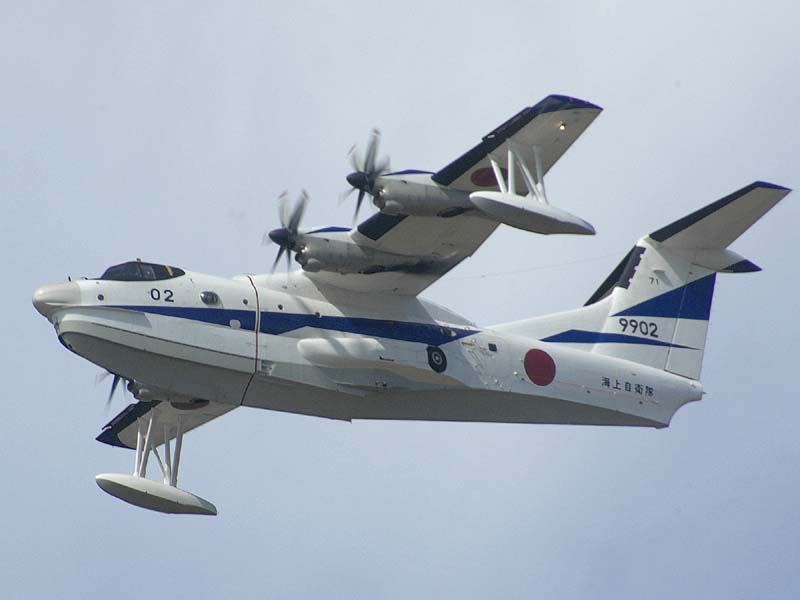
US-1A改飛行艇試作2号機。
塗装は「刀」をモチーフにしている（百里基地）

試作1号機（機体番号 : 9901）は、2001年（平成13年）7月から組み立てが開始され、2003年（平成15年）4月22日にロールアウト、社内試験を経て12月18日に初飛行に成功した。白地に赤を配したカラーリングコンセプトは「丹頂鶴」で、2004年（平成16年）3月24日に防衛省へ納入された。
試作2号機 (9902) は半年遅れて2002年2月より組み立てられ、2004年春に完成、6月30日に初飛行した。白地に青のカラーリングコンセプトは「刀」で、12月7日に納入された。
これら2機にはそのストライプ塗色から「JAL仕様」「ANA仕様」という通称が新明和社内などをはじめとして使われたこともあった。機体尾部には開発期間中の呼称「US-1A kai」のデザインロゴが描かれていた。

## 運用

### 搭乗員
搭乗員は機体を運用する操縦士（機長、副操縦士）、機上整備員（2名）、機上電子員（1名）、救難航空士（1名）と、機上救護員（2名）、機上救助員（3名）の11名で構成される。

### 操縦訓練装置
操縦訓練用のシミュレータは洋上での離着水や救助活動に対応しており基本的にはUS-1A用と同じであるが、波のうねりなど着水時の動揺を再現するため動揺装置の上に載っている。
第31航空群の第31整備補給隊が管理しており、US-1A用訓練装置の隣に設置されている。

### 制式名称決定と試作機の運用開始
試作機は、防衛庁技術研究本部 (TRDI) で各種試験が行われた後、2006年（平成18年）9月29日にXUS-2として海上自衛隊へ移管され、基本試験を行う第51航空隊に配備された（同航空隊は厚木基地に位置するが、機体は岩国にあり、隊員が岩国へと派遣された）。
2007年（平成19年）3月12日に、防衛省（同年初に防衛庁から格上げ）にて装備審議会議が行われ、3月16日付けで防衛大臣の部隊使用承認を取得した。1号機は兵庫県の新明和甲南工場にてオーバーホールを受け、その際尾部のロゴが消されて海上自衛隊と記された。その後3月13日に岩国へ送られ、3月17日付けで運用部隊である第31航空群第71航空隊に配備された。同時に制式名称はUS-2となり、3月30日に部隊配備記念式典が行われた。2号機も新明和での改修後に岩国へ配備される。2機は2008年（平成20年）中ごろまで第71航空隊で運用試験が行われ、その後に救難運用に入った。
2009年3月8日、南鳥島で転落事故によって負傷した男性の急患輸送を2号機が行い、US-2による初の実任務出動となった。

### 量産機の生産と運用開始
量産初号機となる3号機（9903、平成17年度契約）は2008年（平成20年）12月15日に初飛行、2009年（平成21年）2月19日に防衛省へ納入された。4号機（9904、平成19年度契約）は2010年（平成22年）2月24日に防衛省へ納入された。US-1Aの減数後もUS-2の就役により救難飛行艇の7機体制が維持されることになっている。2017年12月に最後のUS-1Aが除籍され、US-2が任務を引き継いだ。
量産初号機である3号機以降は製造当初から海上自衛隊の航空機で近年普及している、低視認性（ロービジビリティ; low visibility）を考慮した濃青色と灰色の洋上迷彩となる。なお、試作機2機の機体塗装についても3号機と同様の洋上迷彩に塗り替えられた。

### 主な救助例
- 2009年3月7日、南鳥島のアスファルト製造プラントで男性が作業中に転落して手首を骨折する事故が発生、東京都知事からの災害派遣要請により、US-2×1機（71-9902）が岩国基地から出動し、男性を羽田空港へ急患輸送した。これがUS-2配備後初の災害派遣となった[13][8]。
- 2013年6月21日、ブラインドセーラーの岩本光弘とニュースキャスターの辛坊治郎が、読売テレビと吉本興業が製作委員会として名を連ねた「ブラインドセーリング」プロジェクトで福島県いわき市小名浜港からアメリカ合衆国カリフォルニア州サンディエゴマリオット・マーキス・サンディエゴ・マリーナ（英語版）への太平洋横断中航海中、宮城県金華山南東約1,200km沖合にてマッコウクジラと衝突し、船艇浸水に伴って船艇放棄しライフラフト（救命いかだ）へ避難した。その後、第71航空隊所属の2番機が午後6時14分頃、現場海域で漂流していた2人を着水救助した[14][15][16]。また、救助から6年半後の2020年2月、US-2を製造を担当する新明和工業が創業100周年を迎えるにあたり、同社の創業記念Webサイトにて同社社長と辛坊治郎の対談が掲載された[17][18]。

### 調達数
- 2025年3月末時点の保有機数は6機[19]。

| 機体番号 | 予算計上年度         | 備考                                                                                         |
| -------- | -------------------- | -------------------------------------------------------------------------------------------- |
| 9903号機 | 2005年（平成17年）度 |                                                                                              |
| 9904号機 | 2007年（平成19年）度 |                                                                                              |
| 9905号機 | 2009年（平成21年）度 | 2015年、足摺岬沖で離水に失敗、大破、水没                                                     |
| 9906号機 | 2013年（平成25年）度 |                                                                                              |
| 9907号機 | 2015年（平成27年）度 | 補正予算。新明和工業が製造した通算50機目の飛行艇で、2020年（令和2年）2月20日に引き渡された。 |
| 9908号機 | 2016年（平成28年）度 | 補正予算大破した05号機の代替                                                                 |
| 9909号機 | 2021年（令和03年）度 |                                                                                              |
| 9910号機 | 2025年（令和07年）度 |                                                                                              |

2018年時点で新明和航空機事業部長の深井浩司は、US-2は調達数が不明確で契約が単年度になっていることから部品サプライヤーとの調整などが出来ないため、量産効果を出すため初度費をかけることができず、結果としてコストが下がらないとしている。このため長期契約を防衛省に要求していると語っていた。調達価格は2021年の時点で170億円だったが、ウクライナ侵攻や円安による物価高騰により2024年度は300億円、2025年度は700億円を提示した。そのため防衛省は2024・2025年度のUS-2の調達を見送った。さらに、胴体と翼部を供給していた川崎重工業と三菱重工業が撤退したため、新明和工業は単独での製造は困難と述べており、関係者は「事業（=US-2製造）からの撤退が視野に入る」としている。しかし、2024年8月に退役した初号機から部品を再利用するなどコストカットを徹底し、防衛省は2025年度予算概算要求に1機分の取得費約219億円を計上した。

### 事故
2015年4月28日、足摺岬沖で訓練中だったUS-2(9905)が4基のエンジンのうち3基のみを使用した3発離水時に姿勢を維持できず海面に衝突した。エンジン1基とフロートが脱落し、機内に浸水して機首から海中に没した。乗員は救命ボートで脱出したところを近くを航行していたタンカーに救助された。事故直後、機体は海面に浮いており、水没を防ぐため機体と台船をロープで結んでいたが、ロープが外れ水深300mの海底に沈んだ。
同年6月19日に機体の大半が引き上げられ、事故原因の解析に使われる。
同年11月13日、機体の姿勢を制御する際に操作・操縦が過大であったことが原因で、3発離水時の具体的な手順や判断基準が示されていなかったことも要因と発表された。
防衛省は事故による減勢に対処するためUS-1A最終号機の後継機として平成27年度補正予算で1機の調達予算を計上した。喪失したUS-2(9905)の代替機は平成28年度補正予算で1機の調達予算が計上された。

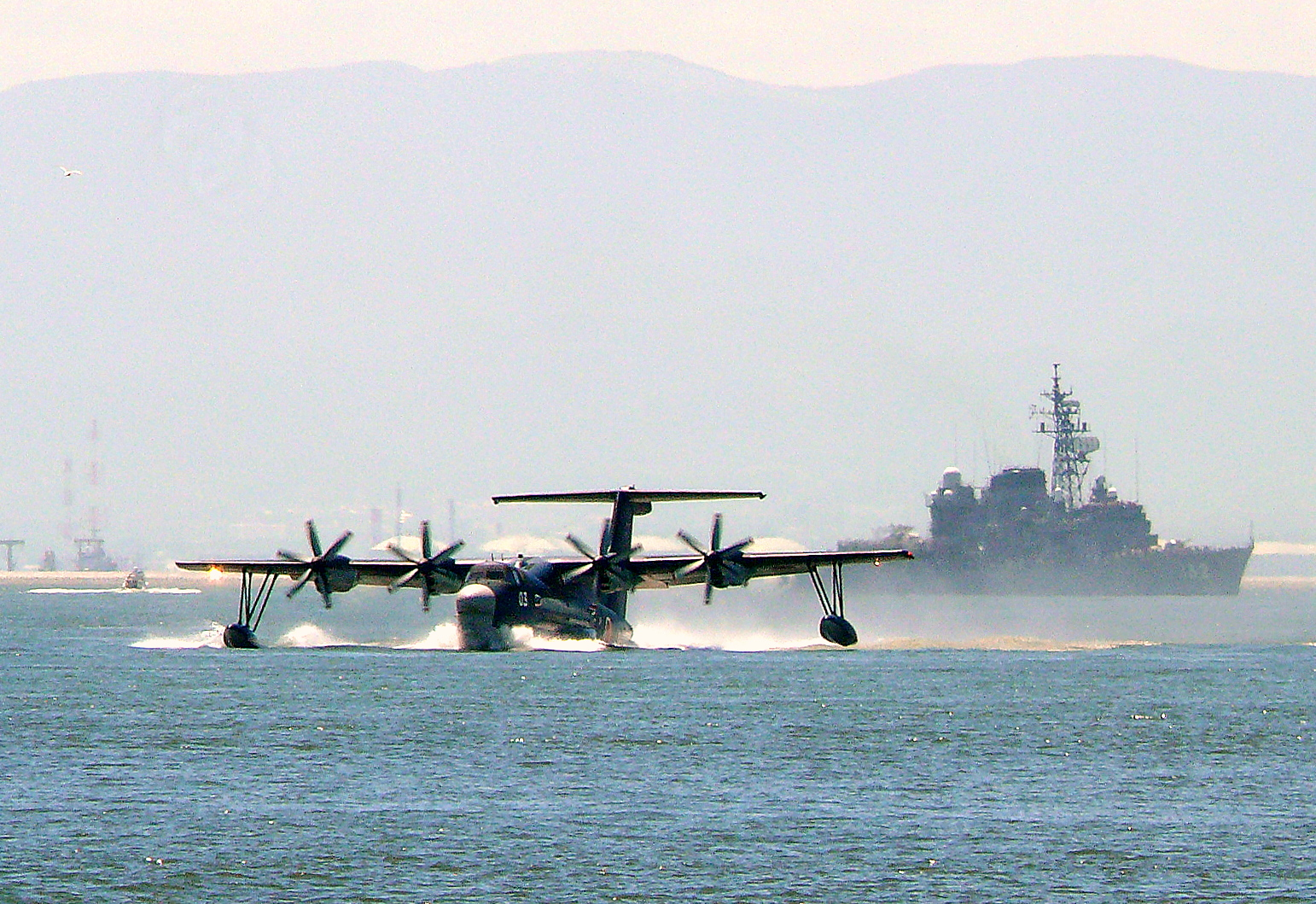
着水後に航行する3号機 （2010年7月19日）
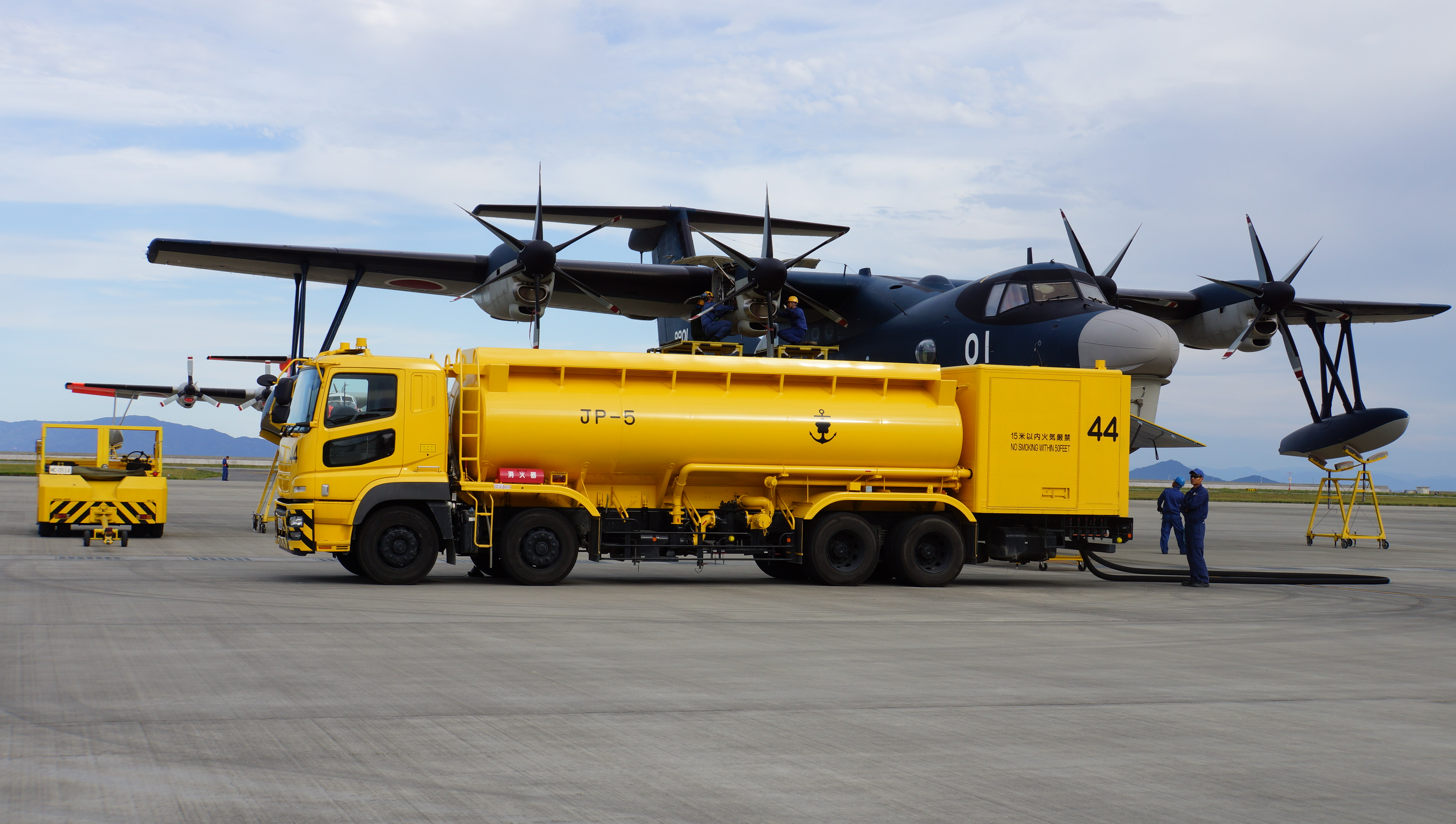
1号機に燃料を補給する20000L燃料給油車（2014年）

### 除籍
2024年8月7日、US-2初号機（9901）が除籍

## 機体

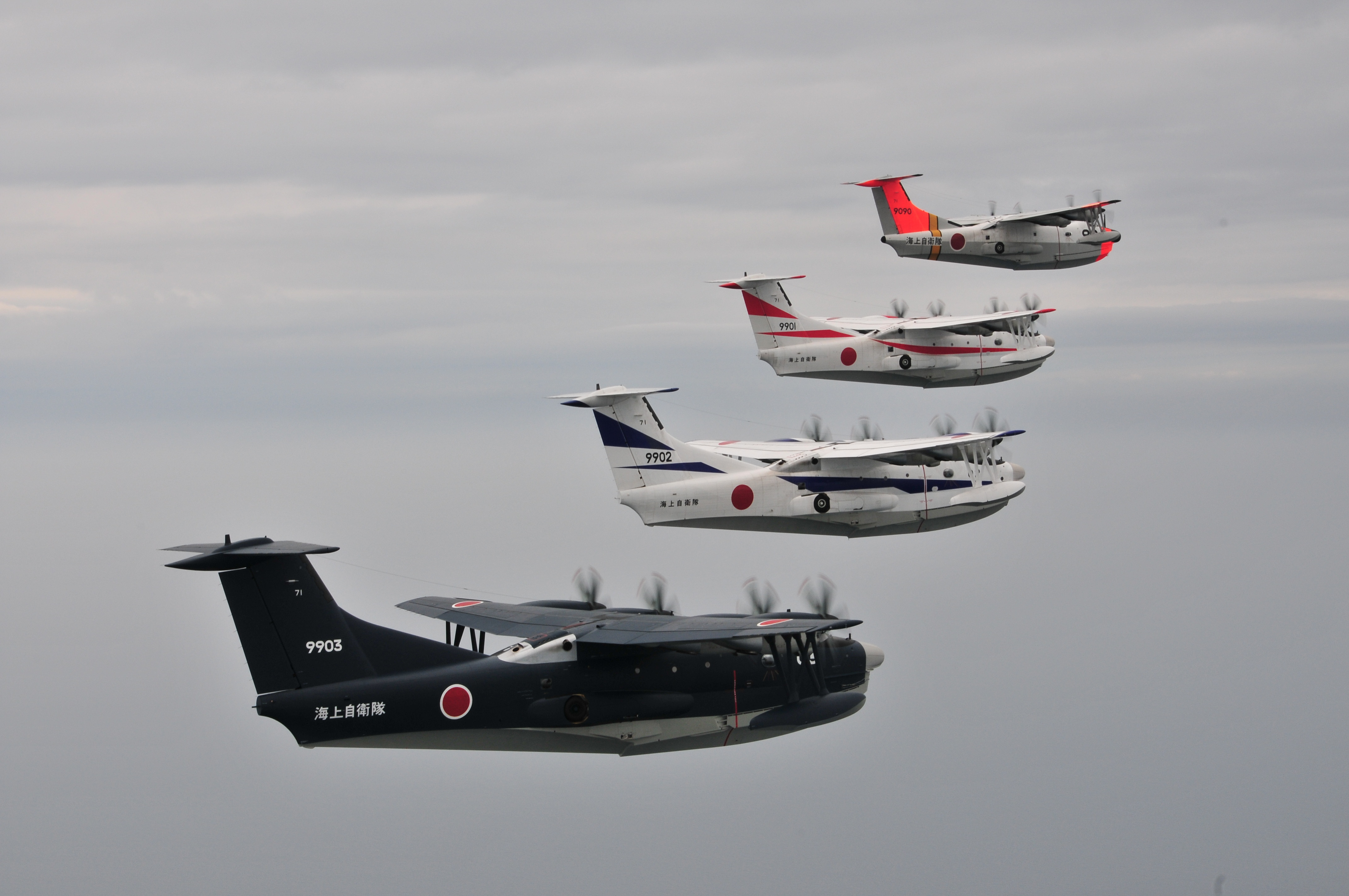
US-1AとUS-2の編隊飛行（2009年）
一番奥がUS-1A、その手前が奥から試作1号機、試作2号機、3号機。

防衛庁によるとUS-2は新造機ではなくUS-1Aの改造機（US-1A改）としている。艇体にはほぼ手を加えず以前の設計を踏襲しており、外見はUS-1Aと比べて大きな変化はなく、直線翼を採用した中型の4発プロペラ機であり、一般配置はそのまま踏襲している。一方で運用中に明らかになった問題の解消や新技術の導入など、細かな改良が多数加えられている。
公称で波高3mの海へ着水ができ、50 - 53ノット（時速約90km）で離水可能な短距離離着陸 (STOL) 性能を有している。60度の深い角度を持つフラップ、翼表面の気流が滑らかに流れるようにする境界層制御装置 (BLC) も受け継いでいる。離着陸用のランディングギアも備え、水中で車輪の出し入れをすることでスロープからの基地への出入り能力もある。後脚の格納部は機体の側面にあり、後方に90度曲げて格納する。後脚のタイヤは格納時も側面が露出するタイプである。
後部にある搭乗口はゴムボートの出し入れがしやすいように通常の航空機よりも幅の広い扉を採用している。搭乗口の他にラフトや染色マーカーなど救助器具を投下するため大型の窓が用意されている。
公試性能ではUS-1と比較した場合、離島における救急搬送出動における可能率が130 - 140%となった。
US-1からの主な改良点として、以下の点が挙げられる。
フライ・バイ・ワイヤの導入
PS-1は3mの波高でも着水できる強度を有していたが、着水地点などはパイロットの経験則に頼っており、荒波での着水は非常な危険を伴っていた。US-2ではこれを電子的に支援するためフライ・バイ・ワイヤ（FBW）が導入された。パイロットが操縦桿とスロットルに伝えた操縦イメージを、コンピュータ制御によって最も適切な形で各部の運動に実現する。パイロットの負担が軽減され、より安全な着水が可能となる。
FBWは一般的な航空機と同様に三重化されているが、加えて油圧系も一系統残されている。このため、仮にFBWがすべて機能しなくなった場合でも、US-1を操縦可能なパイロットであれば油圧系を使用することにより大きな違和感無く操縦が可能なようになっている。
FBWを使用時にも操縦感覚自体はUS-1Aと変わらないため、前述の通り操縦訓練装置もほぼ同等であり、既存のパイロットがUS-2へスムーズに移行出来るよう配慮されている。
アビオニクス
自動操縦装置は低速時の安定性を高め、US-1Aには無かった救難任務専用の機能も追加されている。着水時に使用する飛行経路制御 (FPC) オートスロットルが自動操縦装置とリンクしており、着水時においてパイロットは姿勢の保持に専念すれば、安全に着水できる。
操縦時にパイロットにとって最も重要な情報を的確に表示するため、アナログ計器中心のUS-1Aから転換し、同時代の旅客機並みのフルカラー液晶画面のグラスコックピットを採用した。液晶画面は正副パイロットの正面に2基ずつ、コンソール中央に2基、その脇に小さな画面も2基あり、合計で8基ある。
現代の制御技術では航空機関士は不要であるが、救難時には操縦士が洋上を目視で確認することが多いため、その間スロットル操作を担当する人員が必要なこと、さらに救助機器の操作補助や緊急時に対応する人員も必要なことから、これらを兼務する機上整備員が乗り込むためコックピットは3人体制である（P-1も同様）。
航法装置にはGPS1基、慣性航法装置2基のハイブリッド航法システムを装備する。また、航空機監視用のシステム表示用カラー液晶画面が正副操縦席の間に置かれている。
キャビンの与圧
PS-1からUS-1Aまではキャビンが与圧されていなかったため、低気圧地帯や高高度を飛行することができず、救助作業や患者搬送に適しているとはいえなかった。最短距離の上空が荒天の場合、晴天地へ迂回するか、患者が危機的な場合は、危険を覚悟で飛び込まなければならないことになり、救難機としての運用に支障をきたしていた。
US-2は前部胴体と中部胴体を再設計し、13mにわたって完全な与圧胴体となった（後部胴体は与圧されていない）。機内気圧を一定に保つことのできる与圧キャビンにより、巡航高度はUS-1Aの1万フィート (3,048m) 程度から2万フィート（約6,100m）まで上昇した。飛行高度3万フィート (9,144m) において機内高度8,000フィート (2,438m) を確保し、実用上昇限度は3万フィート以上と言われる。荒天の場合も高高度を飛び越えることが可能となるので、運用の柔軟性が向上した。
与圧キャビンの導入により胴体の形状はやや丸くふくらみ、操縦席から主翼付近までの胴体のくびれがなくなっている。
エンジンとプロペラの換装
目的地への急行、高高度飛行の実現のため、エンジンを従来のゼネラル・エレクトリック T64-IHI-10Jターボプロップエンジン（IHIによるライセンス生産）からロールス・ロイスのAE2100J（輸入）へと換装、制御方式もデジタルエンジン制御 (FADEC) とした。これに合わせ、プロペラも推進効率のよいブレード6枚のダウティ・ロートル製のR414に変更した。これらにより、機体重量増にもかかわらず、離水距離は280m（重量43トン時）・着水距離は310m（同）に短縮され、最高速度も増大しながら、燃費はUS-1Aとほとんど変わっておらず、約1000海里進出して、その地点で2時間の活動を行い、無給油で帰還できる航続能力を持つ。
なお、PS-1/US-1Aより継続して懸案事項であった「左傾左旋」のクセを緩和するべく、エンジンの取付け向きが正面に対し右に3度ずれた向きに配置された。これは気流の解析などで新たに判明したことが、今回新たに対策案として導入されたものである。この対策によりUS-1のエンジンナセルに設置されていた整流フェンスは撤去されている。
主翼内にエンジンブレード洗浄用のイソプロピルアルコール混合液が用意され、飛行中でもエンジンを1基ずつ停止し、混合液を吹きかけてブレードを洗浄することができる。
材質変更による軽量化
US-1Aでは機体構造のほとんどがアルミニウム合金であったが、US-2ではフロート・波消板・主翼・前脚格納扉にチタン合金や炭素系複合素材 (CFRP) など新素材を使用している。
主翼内燃料タンクはブラダー・セルからインテグラルタンクに変更し、金属とゴムの二重構造から金属のみのタンクへと変更することで、燃料容量増加に伴う航続距離延長と共に、機体重量の軽減を実現し、エンジン転換や与圧キャビン導入に伴う重量増を抑えることに成功した。艇体の軽量化によって、燃料搭載量は2トン増加している。
波高計
US-1Aの荒海への着水を支えてきた世界で唯一の航空機搭載型の波高計は、ペンレコーダーによる海面状況記録（乗員による解析）形から、自動での波高・波長解析型となっている。
捜索装備
海面監視用として、新たに三菱電機製の前方監視赤外線装置 (FLIR) が装備された。前部胴体左舷のドア（水上停泊中にブイ係留を行う扉、左右両舷にある）に、引き込み式ターレットで装着されており、ドアを開けて外に出し、ターレットを回転させて使用する。
発見した救助対象を捕捉し続けるため、座標を記録しヘルメットに装備したヘッドマウントディスプレイで表示できる目標位置指示捕捉装置（スポット）が新たに装備された。
キャノピー
US-1Aと同じく前2枚、斜め前と側面がそれぞれ1枚の構成だが、US-2では斜め前の窓が大型化し下方への視界が開けている。逆にUS-1Aでは側面窓が曲面で構成され、斜め上方にも視界が開けていたがUS-2では平板となっているため、上方の視界はやや悪化した。
その他
PS-1から培った技術として、低速でも十分な揚力を発生させ、超低空飛行と強力なSTOL性能を支える境界層制御 (BLC)、激しい離水・着水に耐える艇底、エンジンや尾翼に海水を飛ばさないように考慮された機能である、キャノピーへの飛沫跳ね上がり防止の波押さえ板、機首に当たる波の勢いを消す波消し溝と波消板、機体側面から波を逃がすスリット（チャイン）、波を横方向へ逃がす出っ張り（カツオブシ）などを備えている。
US-1Aと同じく機体側面に2カ所の観測窓がある。US-1Aでは機首側のみバブルウインドで尾翼側は平板だったがUS-2では尾翼側もバブルウインドに変更された。
特徴的だった機首のセンサーマストは廃された。機首上部にある板状の構造物及び水平の棒状の物は離水角度指示器（通称かんざし）と呼ばれ、離水時に機首角を把握するためのものである。
US-1Aにはドーサルフィン側面に救助者へ呼びかけを行うための大型スピーカーが設置されていたが、US-2では廃止された。
搭乗員数は航法士と通信士が「救難航空士」に統合されたことで、US-1の12名から11名となった。

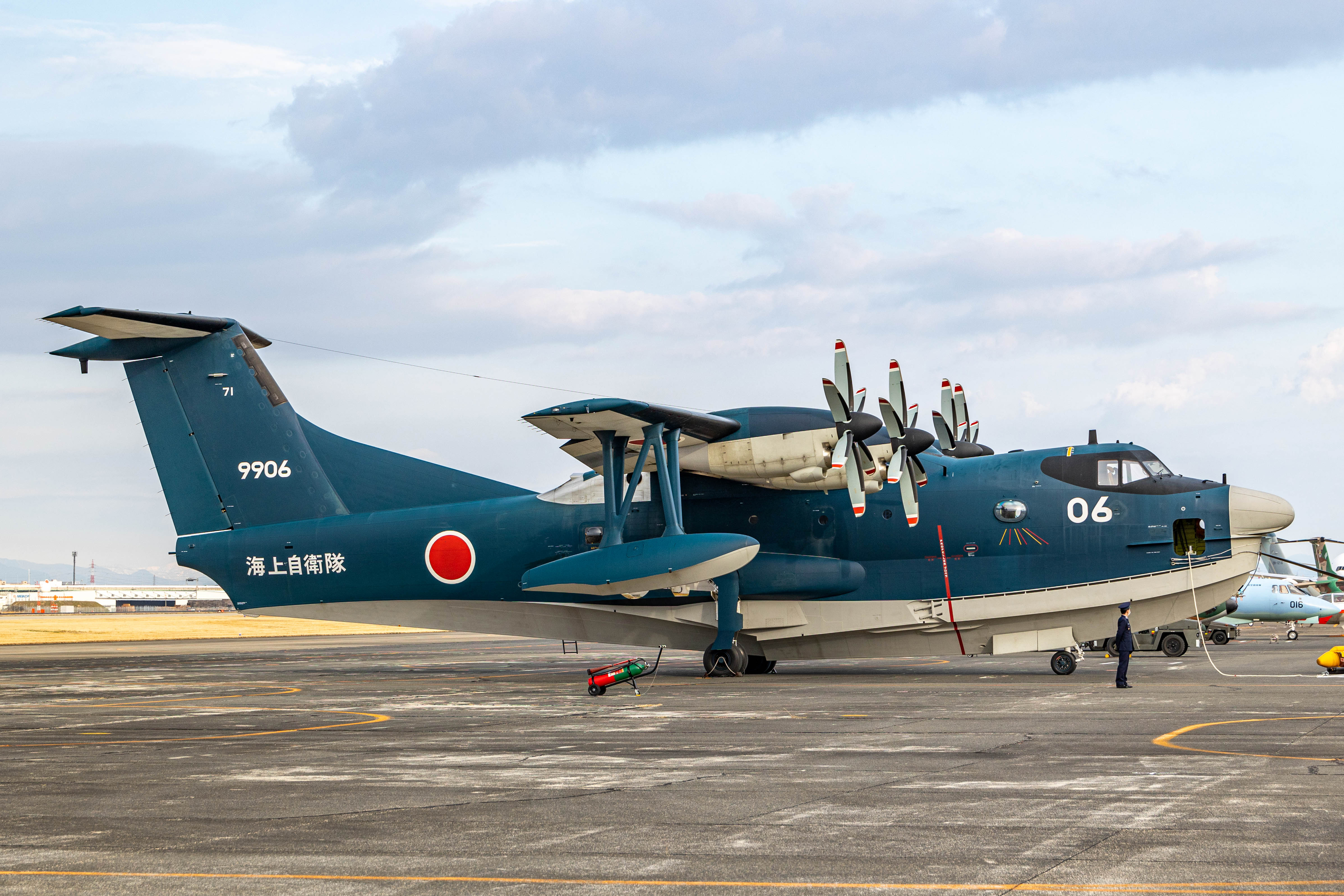
機体右全景（小牧基地）
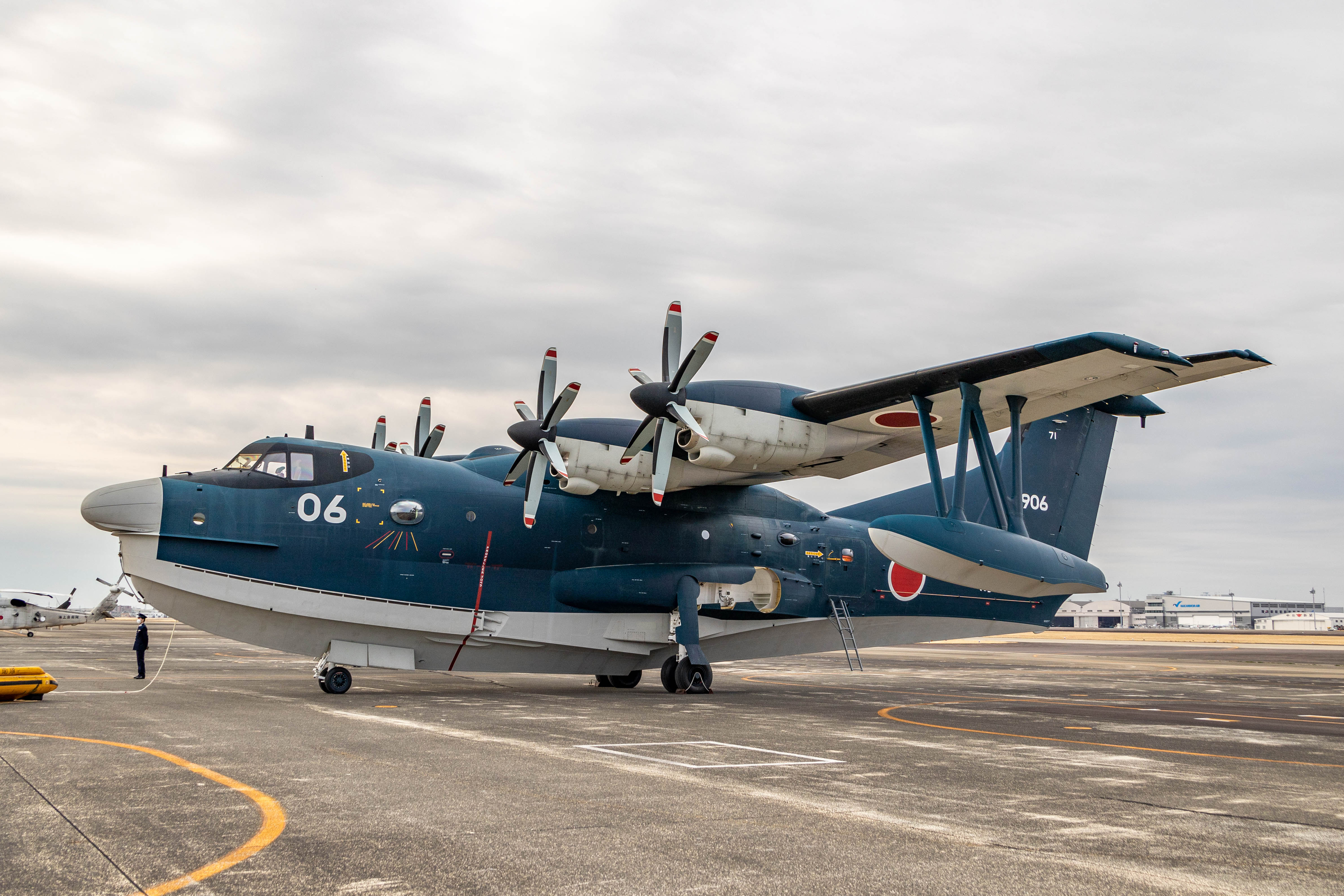
機体左全景（小牧基地）
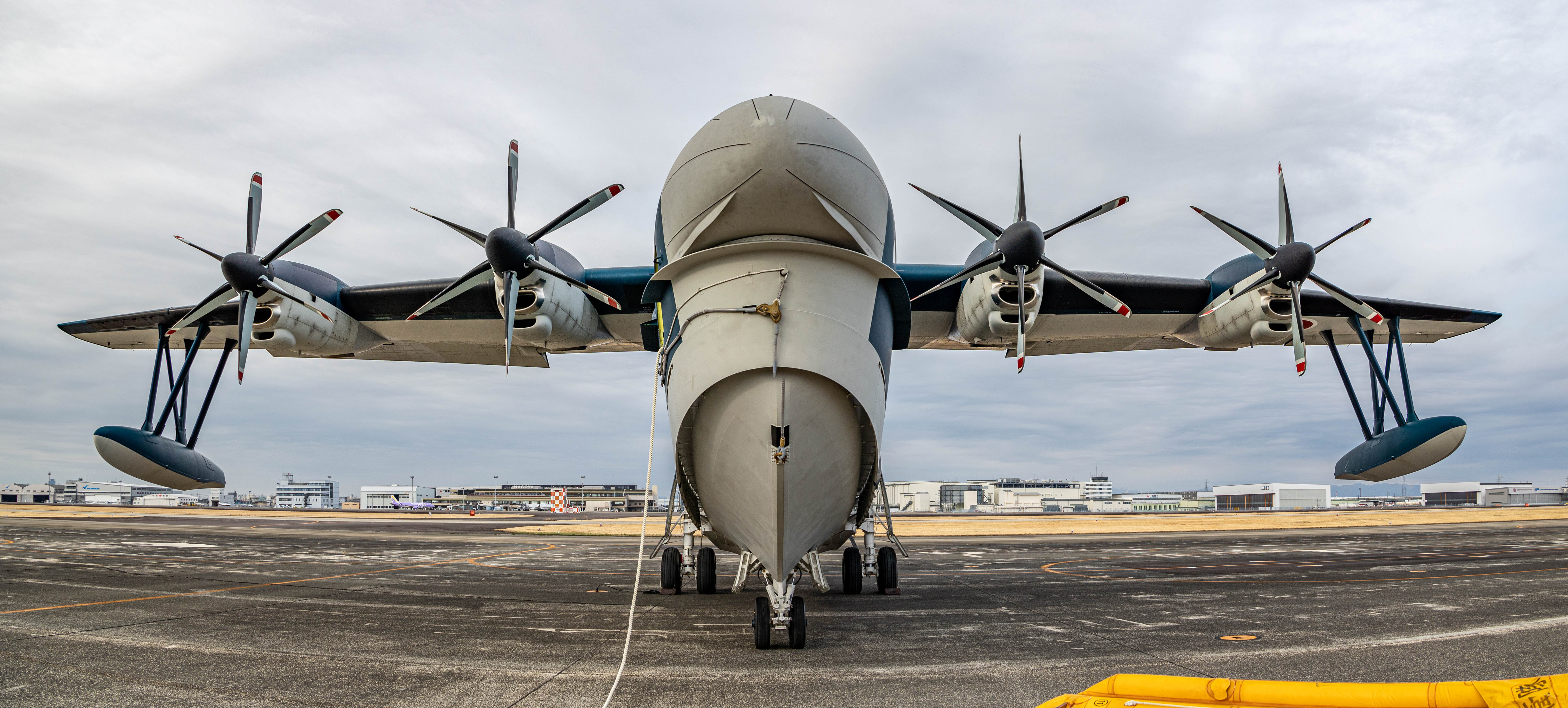
機体前方下方からの全景（小牧基地）
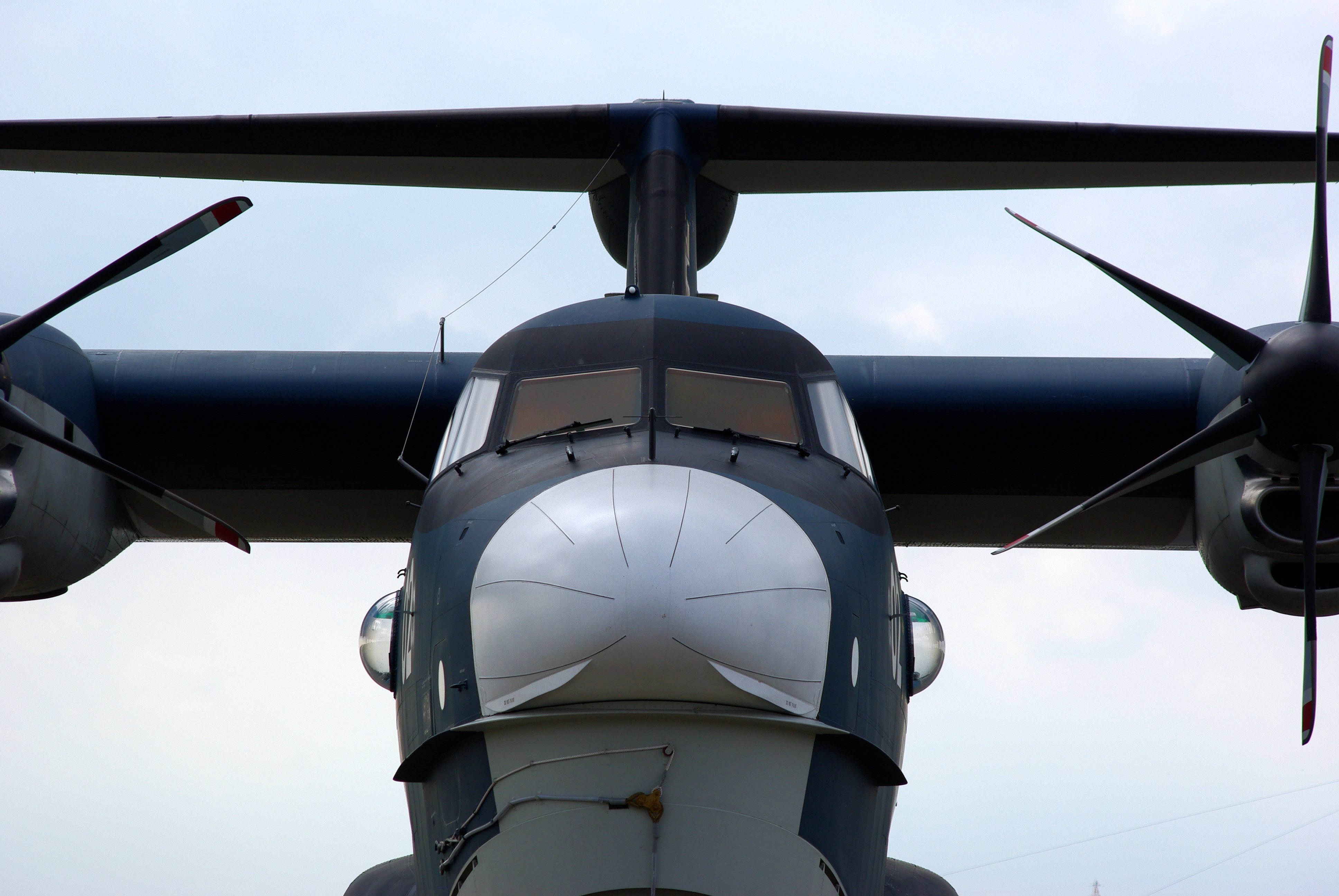
機首前面
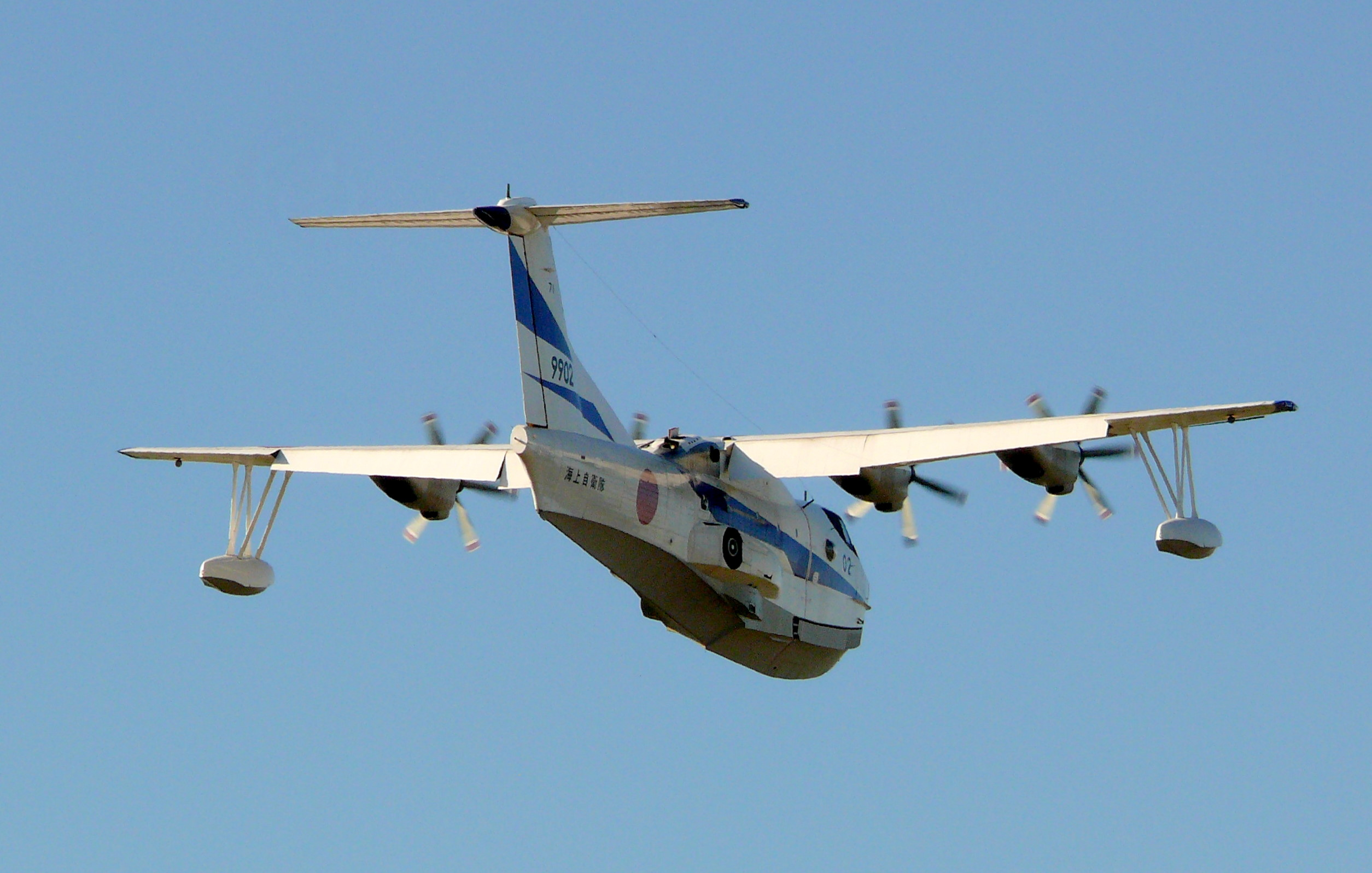
機体後部（2009年10月11日）
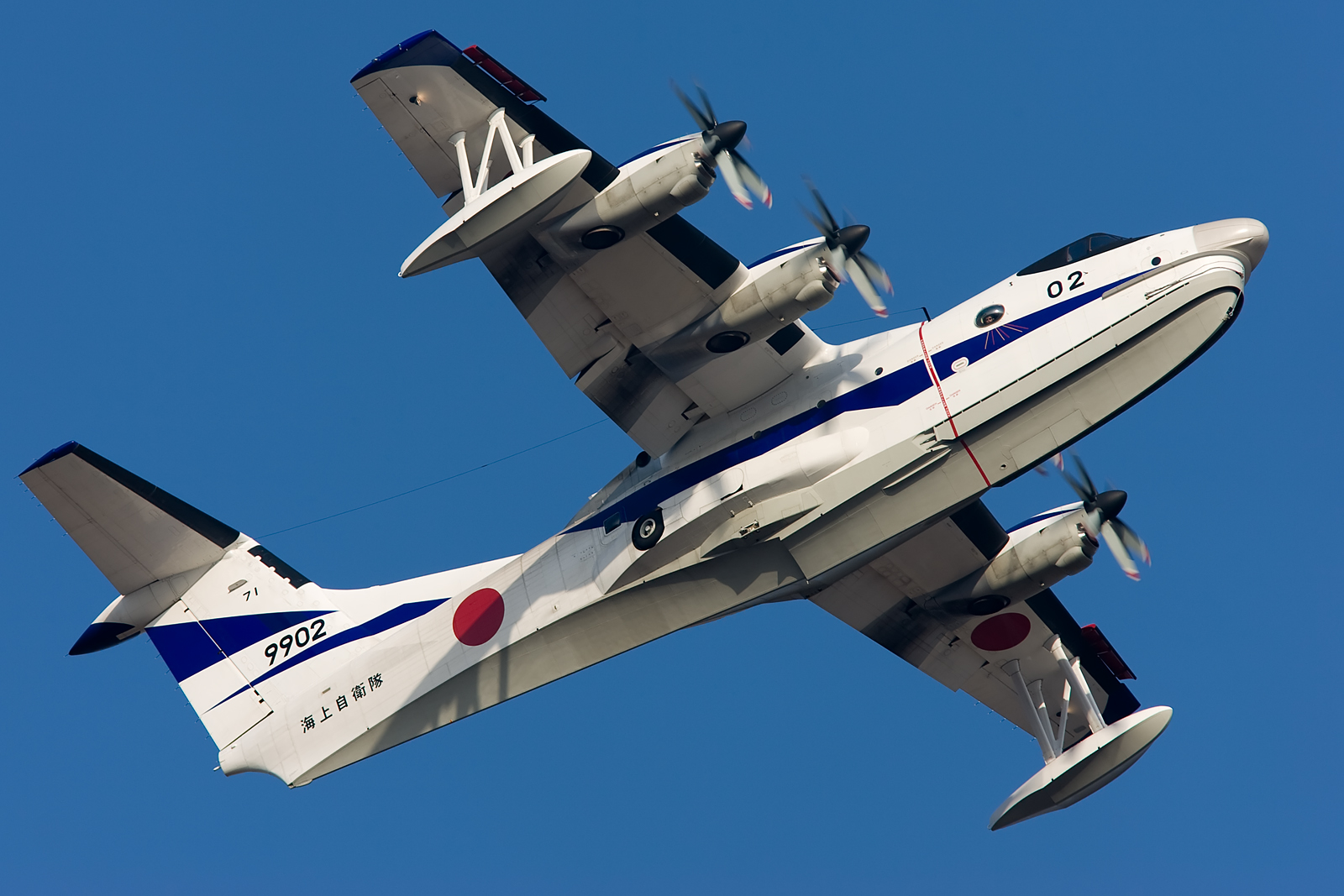
機体下部
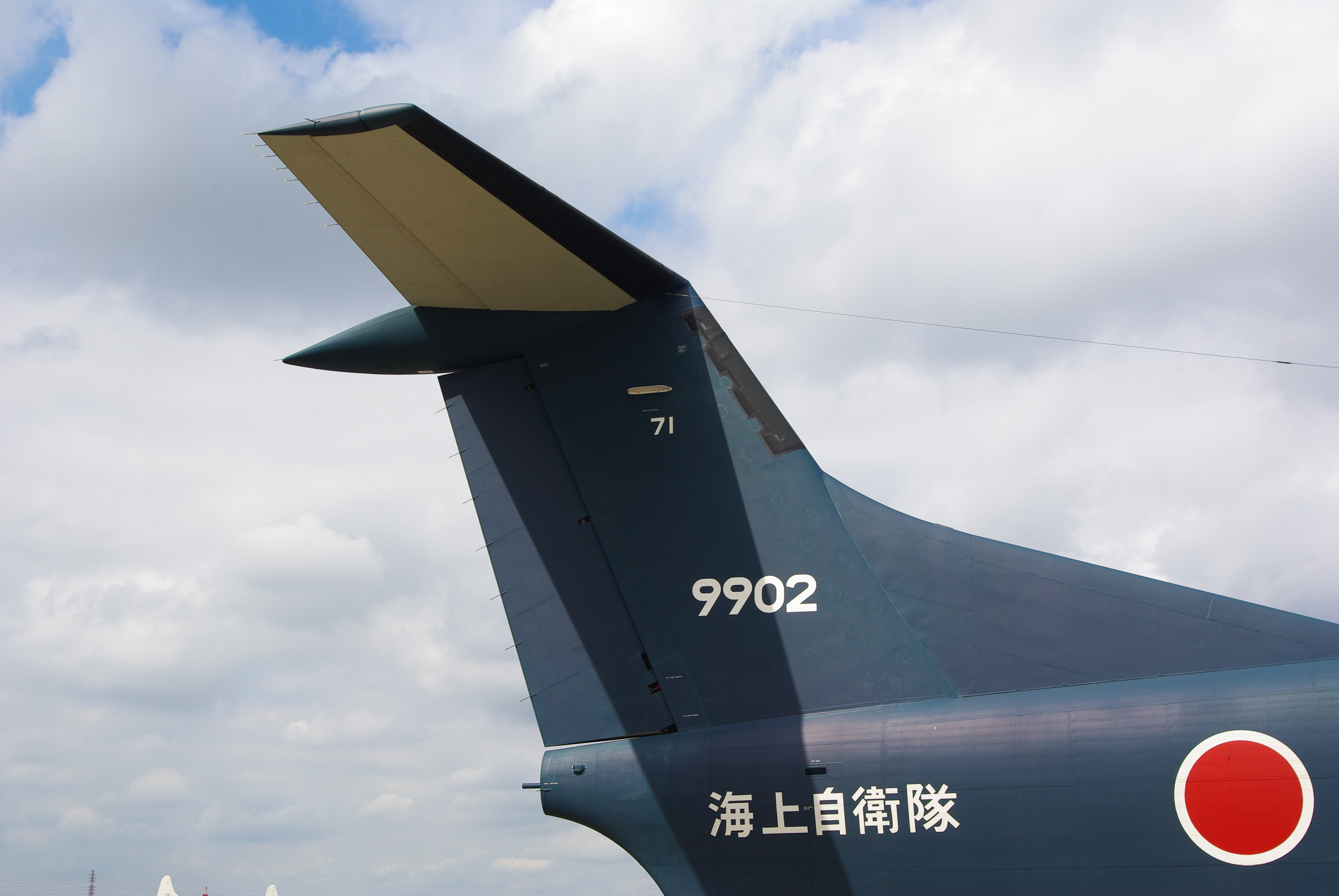
尾翼
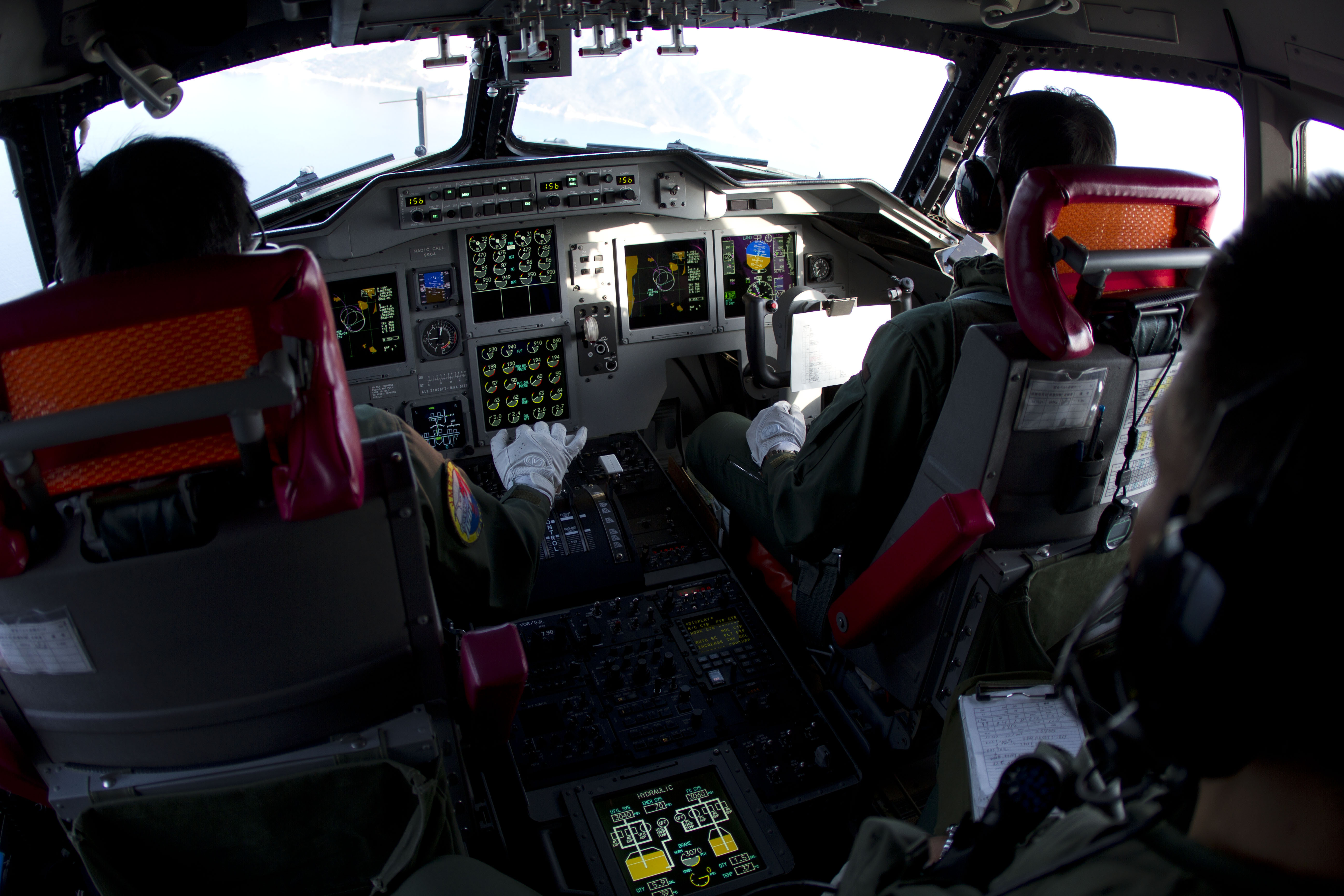
操縦席
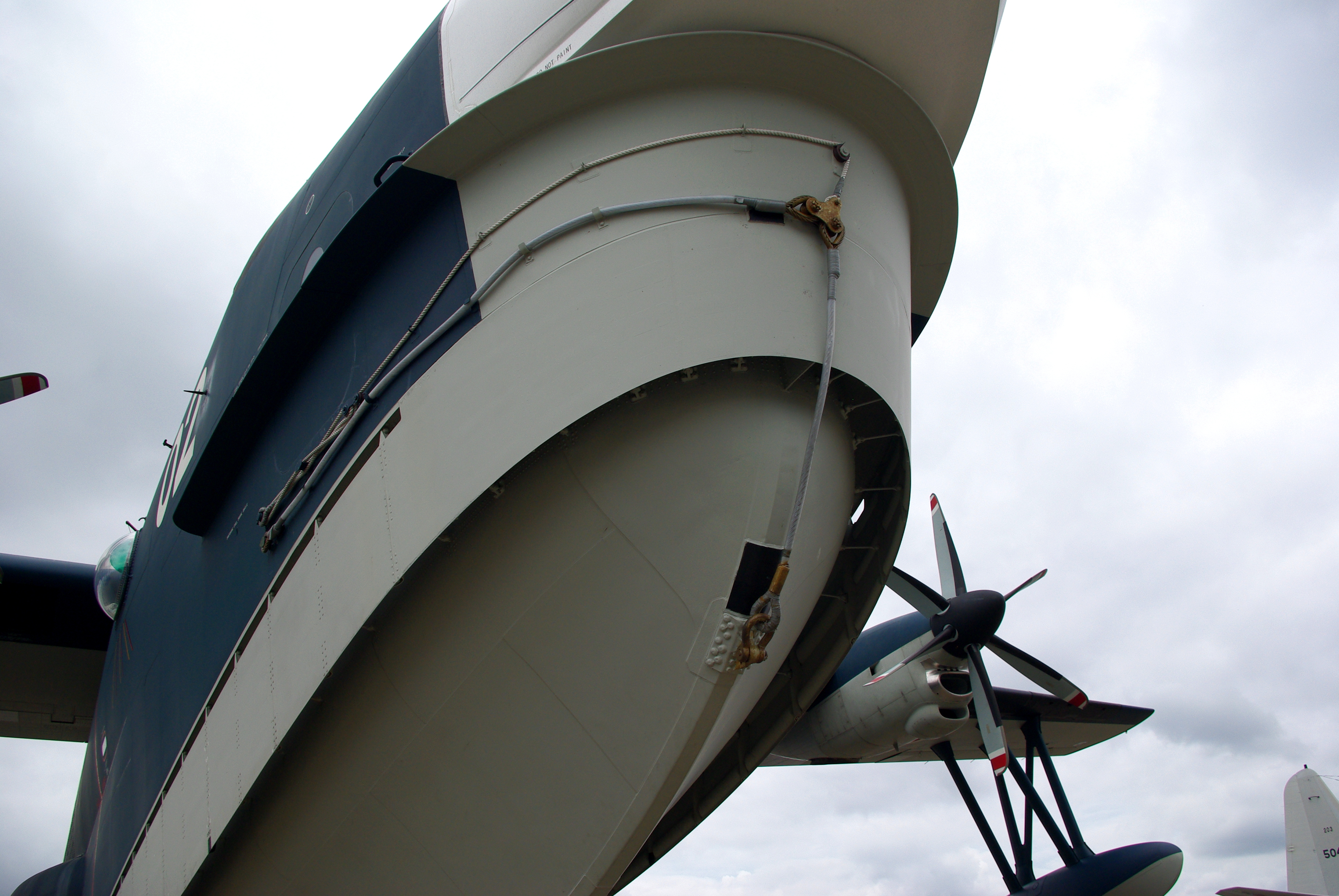
機首の下部
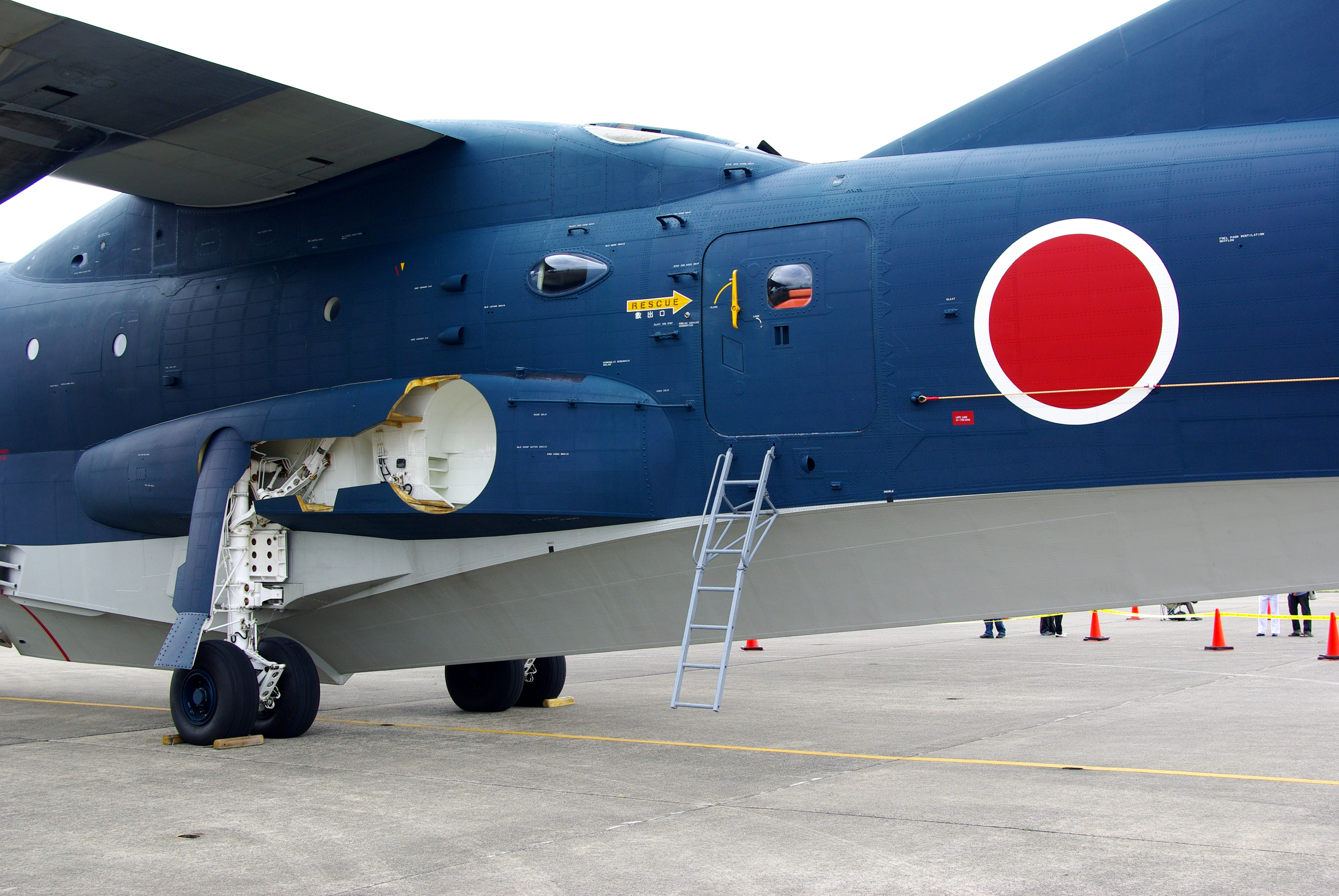
ランディングギアと後部扉
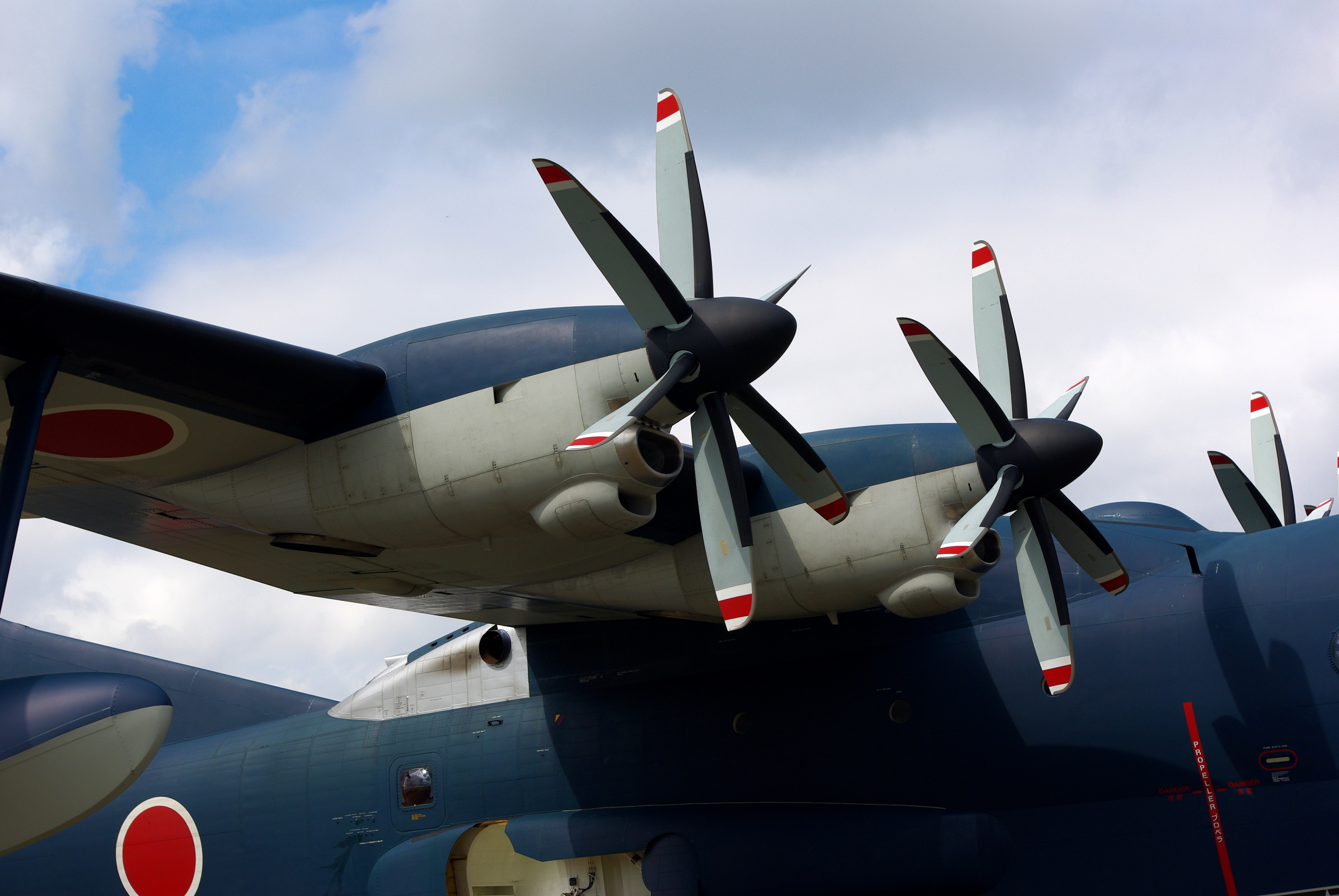
AE2100J エンジンとR414プロペラ

## 各型
派生型や改良型の案も提示されているが、いずれも検討段階である。
US-1A改
開発段階から試作までの呼称。試作機2機 (9901・02) は後にXUS-2を経てUS-2となる。
US-2
量産型 (9903～)
US-2i
インド向けに提案されている型。

### 民間向け
US-2は民間転用も計画されているが導入コストの高さが課題となっているほか、現行の規定で型式証明を取得すると着水時の進入速度が失速速度の130%に制限されSTOL性能を活かした荒海着水が不可能になるという問題がある。

#### 消防飛行艇

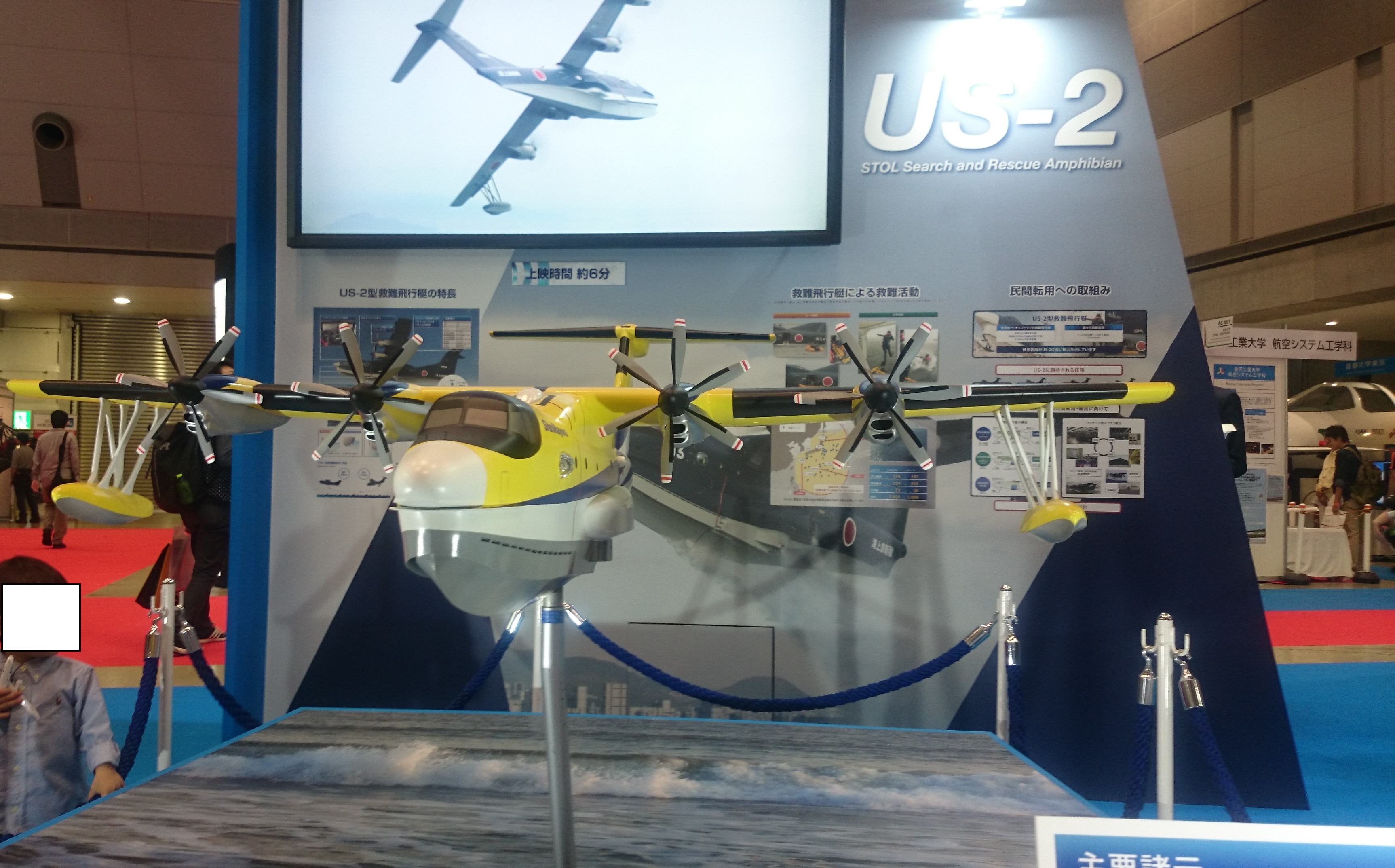
2016年の国際航空宇宙展において展示されたモデル

阪神大震災の被災経験から2008年に開発が始まり、2018年2月にタンク単体での放水実験が行なわれた。同年8月には、胴体部分の燃料タンクを水タンクに置き換え、水上を約20秒間滑走することで最大15トンの水をタンクに貯められるとする基礎技術が発表された。この積載量は一般的な消防ヘリ約21機分に相当する。
この研究についてはすでにPS-1の5801号機で実験を行っており、データの蓄積は完了している。しかし、海上自衛隊向けの機体のため、日本政府の武器輸出三原則によって当時では輸出することは不可能であり、海外展開は三原則の緩和（あるいは解釈変更）を見越しての計画であった。
新明和ではJAXAや日本航空機開発協会 (JADC) と消火技術の研究を行っており、機体に空中消火が可能な消火システムを追加する中規模な改造で消防飛行艇とすることが可能としている。
消防庁では消防飛行艇を導入した際の調査を行い、全国の現場へ展開するには最低2機が必要となり初期費用は320億円、年間の維持費が20億円という結果を公表した。

#### 旅客機型
民間旅客型。貨物室を客室に変更し、乗客38名を収容、ギャレーや化粧室の他、貨物室と荷物スペースも配置できるとしている。

#### 多目的型
目的に合わせ機内を変更することで救難と人員や物資の輸送に対応する多目的型。離島への輸送や医療支援などが想定される。

### 低コスト後継機
防衛省が2017年、政府の財政負担低減や、インド・東南アジア諸国への機体輸出・安全保障協力を狙い、US-2と同等の性能を維持しつつ部品や製造方法の変更でコストダウンした後継機の基本構想の検討を開始したと発表している。

## 運用国
配備中
 日本
海上自衛隊の救難飛行隊が配備するUS-1Aの後継機として採用。第31航空群第71航空隊が岩国航空基地に救難待機している。
前述のように契約方式により機体価格が下がらないという問題を抱えている。
消防庁では近い将来に起こるとされる南海トラフ巨大地震など大規模災害時の消火活動を想定し、総務省消防庁がUS-2改造の消防飛行艇の導入を検討しているが、飛行艇は現場でヘリとの衝突を回避するため、高い高度を飛行する必要があり、散水による消火効果を疑問視する声もある。また、1機当たり100億円超とみられ、コスト面の課題も大きい。
運用について、機体の項に記述されているが波高3〜4ｍが限度とされ、エンジンに海水を被らせない運用を取っている。しかし、主な救助例 2013年6月21日の事例で、波が被った場合は、運用上真水で洗浄する事が規定され、エンジン点火してはいけない規則となっている事が、海上自衛隊の庁内報に執筆されている。

### 輸出
防衛省は2011年、US-2について民間転用で必要となる技術情報を開示する方針を固めた。これにより新明和は同機をインドやブルネイへ売り込みを図っている。防衛省・自衛隊は、仕様が民間機と変わらないため武器輸出三原則には抵触しないと判断している。また、武器輸出三原則の定義そのものが2011年12月27日に変更され、敵味方識別装置を搭載しても条件を満たした国には輸出可能となったが、導入コストが問題となっている。
新明和工業、川崎重工及び島津製作所は2012年4月1日に共同組織を立ち上げ、防衛省などとの交渉拠点を神戸に、営業拠点の一つを救難飛行艇の導入計画があるインド（デリー）に開設した。2013年3月、新明和工業は輸出のための「民間転用」の手続きをはじめており、防衛省も協力している。

#### 各国との交渉の経緯
インド
2013年5月より、日本とインドの両政府が輸出に向けた協議を行なっている。インドに向けた輸出では機体のみならず、パイロット育成のシミュレータや補給施設建設なども含めたパッケージとして輸出する事も検討されている。インドは海岸線が長く、アンダマン・ニコバル諸島などの島嶼部もあることに加え、中国の海洋進出により北部インド洋におけるプレゼンスを確保するため、 Il-38に代わる哨戒機と救難機を必要としていた。なお同時期に売り込みが行われていたP-1哨戒機に関してはインドへ積極的なセールスは行われず、インド海軍はP-8の導入を決定した。
2014年1月、インドがUS-2を購入することに概ね合意しており、1機あたり1億1000万ドルで、最低でも15機購入する公算が大きいというインド当局者の発言が報じられた。同年4月1日には日本で武器輸出三原則に変わり防衛装備移転三原則が策定された。これを受け日本は4月9日の作業部会で、敵味方識別装置などの軍事装備を保ったまま輸出できるようになったとインド側に説明した。同年9月には、ハイエンド部品を除く一部の部品をインドで生産するというShinMaywa Industries Indiaの展望が報じられている。現地生産が実現した場合のパートナー企業はグジャラート州の造船会社が有力視されていた。
2016年1月、インドが調達予定の12機を自国製造ではなく日本からの完成機の輸入に切り替えたことが報じられた。代わりにオフセットが30%から50%に引き上げられるという。また、将来的に6機以上を追加発注する可能性についても言及された。同年10月には、日本側が価格で譲歩（1機当たり1.33億ドルから1.13億ドルに割引）し、交渉が軌道に乗りつつあると報じられた。
2016年11月5日、インドディアタイムズ紙はインドが日本の水陸両用航空機「US-2i」を取得するためのプロジェクトを復活するとしたことを報じた。購入予定数は12機で沿岸警備隊と海軍がそれぞれ6機ずつ取得する。今後防衛大臣を委員長とする防衛買収協議会（DAC）総会で取り上げられた上で、10～12日に予定されているモディ首相の訪日時に覚書を結ぶ考え。総額は15億～16億ドル（約1600億円）程度と見込まれている。
2016年11月7日、防衛買収協議会（DAC）はUS-2の購入について決定を行わなかったことが報じられた。一方で情報源は11月11-12日に予定されているモディ首相の訪問中にこの問題に関していくつかの前進があるかもしれないと述べた。
2017年1月7日、idrw.orgはManohar Parrikar国防長官がコストを理由に契約を拒否した後、新明和が民間向けの捜索救助型を提案したと報じた。
2017年5月30日、インド海軍では競合機よりも性能が高いUS-2を要求しているが価格の問題により交渉が停滞し、5月8日に稲田朋美防衛相がインドのジャイトリー財務相兼国防相と会談した際、導入の手続きの加速を要求するも返答がないなど、導入は見送られた状態となっている。原因についてインド側の防衛ニーズや導入に関わる意志決定のプロセスなど、交渉に必要な情報について知識や経験が不足していることが指摘されている。
2017年7月13日、フィナンシャルエクスプレスはインドがUS-2iのインド海軍への15億5000万ドルの売却に関する協議を復活させると報じた。同紙によると、決定は年末までに予定されているという。情報筋によると、今年後半に予定されている日印首脳会談の前に、これに関する決定が下されることを期待している。海軍の捜索救助の要件が限定されていることから、両国は第三国への輸出の可能性を検討している。東京はまた、インドに対し航空機のスペアパーツの製造とMROの設置を提案している。
2019年7月12日には、10月22日の即位礼正殿の儀に伴うラーム・ナート・コーヴィンド大統領の訪日までに8年間の交渉内容がまとまり、購入契約が締結にまで近づいているとパンジャールの地方紙『The Tribune』が報じた。3機の完成機輸入と5機のノックダウン生産、7機のインドでの製造による15機の購入で、新明和産業が担当するボーイングとエアバスのエンジン部品製造の一部のインドへの移管と、製造ラインとエンジン整備施設の整備費用約225億円の一部を日本が負担する契約が含まれる。しかし、合意内容の発表の場と予定された12月15日の日印首脳による記者会見は中止された。12月10日には、デリーのオンライン新聞『The Print』がインド海軍高官の「予算配分による優先リストの上位に無い」というコメントを引用して、予算不足からUS-2売買契約の締結可能性が「限りなく低い」と報じた。
 インドネシア
インドネシアのジョコ・ウィドド大統領が、2015年3月21日の読売新聞のインタビューで、US-2の購入を検討していると発言している。
 タイ
2016年6月、日本経済新聞はタイがP-1とUS-2の取得に興味を示していると報道した。
 ギリシャ
ギリシャ空軍はボンバルディア CL-415を導入しているが、2018年7月に後継機としてUS-2を検討していると報じられた。

### 競合機
救難専用機として設計された飛行艇は現行機でUS-2のみであるが、救難機としても利用できる多用途飛行艇は複数存在している。救難機としてはベリエフ設計局のBe-200やCL-415の多用途型であるCL-415MP、中国航空工業集団公司が開発中のAG-600などがあり、消防機としてはCL-415とカナディア CL-215やAG-600の他、ベリエフ設計局のBe-12P-200が競合機となる。

## 漫画化
2017年2月発売のビッグコミック増刊号から、月島冬二による連載漫画「US-2救難飛行艇開発物語」が、全20話の予定で始まり、2020年11月に完結した。

## スペック
- 乗員 - 11名
- 全長 - 33.25m
- 全幅 - 33.15m
- 全高 - 10.06m
- 最大離着陸重量 - 47.7t
- 最大離着水重量 - 43.0t
- エンジン - ロールスロイス AE2100J ターボプロップ×4
- 出力 - 4,591shp×4
- 境界層制御 -  LHTEC CTS800を使用[73]
- 最大速度 - 315kt=M0.47（約580km/h）
- 巡航速度 - 260kt=M0.38（約470km/h）
- 航続距離 - 4,700km（約2,500海里）
- 巡航高度 - 20,000ft（約6,100m）以上
- 実用上昇限度 - 30,000ft（約9,150m）以上（未公表）
- 離水滑走距離 - 280m（43t時）
- 着水滑走距離 - 310m（43t時）

|              | US-2           | CL-415         | AVIC AG-600    | Be-200       |
| ------------ | -------------- | -------------- | -------------- | ------------ |
| 画像         |                |                |                |              |
| 全長         | 33.3 m         | 19.8 m         | 36.9～37.0 m   | 31.4 m       |
| 全幅         | 33.2 m         | 28.6 m         | 38.8 m         | 32.8 m       |
| 全高         | 10.06 m        | 8.90 m         | 12.1 m         | 8.90 m       |
| 発動機       | AE2100J×4      | PW123AF×2      | WJ-6           | D-436TP×2    |
| 発動機       | ターボプロップ | ターボプロップ | ターボプロップ | ターボファン |
| 最大離陸重量 | 47.7 t         | 19.9 t         | 53.5 t         | 41.0 t       |
| 航続距離     | 4,700 km以上   | 2,426 km       | 4,500 km       | 3,300 km     |
| 巡航高度     | 9,000 m以上    | 3,048 m        | 6,000 m        | 7,986 m      |
| 巡航速度     | 480 km/h       | 278 km/h       | 560～570 km/h  | 560 km/h     |
| 離水距離     | 280 m          | 808 m          | 1,500 m        | 1,000 m      |
| 着水距離     | 330 m          | 665 m          | 不明           | 1,300 m      |
| 着水可能波高 | 3.0 m          | 1.8 m          | 2.0～2.8 m     | 1.2 m        |
| 乗員         | 11名           | 2-9名          | 3名            | 2名          |
| 運用開始     | 2007年         | 1994年         | 開発中         | 2003年       |
| 採用国       | 1              | 9              | 開発中         | 2            |